# Enfield (New Hampshire)
Pour les articles homonymes, voir Enfield.
Enfield est une municipalité américaine située dans le comté de Grafton au New Hampshire. Selon le recensement de 2010, sa population est de 4 582 habitants, dont 1 540 à Enfield CDP.

## Géographie
La municipalité s'étend sur 2,84 milles carrés (7,36 km2), dont 43,11 milles carrés (111,65 km2) d'étendues d'eau.

## Histoire

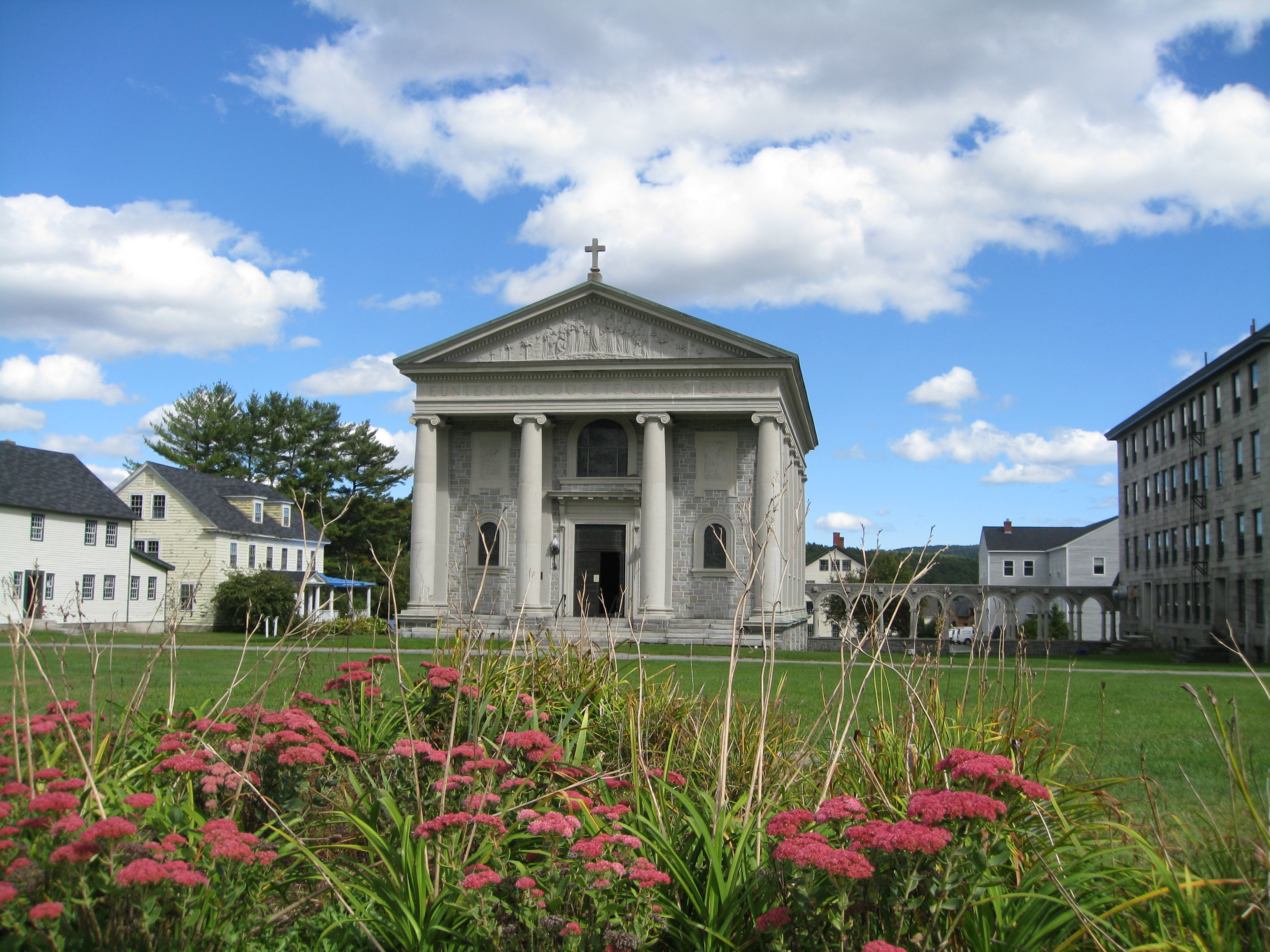
Le quartier historique des shakers.

La localité est fondée en 1761 par des colons originaires d'Enfield dans le Connecticut. En 1766, elle est renommée Relhan, en l'honneur du médecin Anthony Relhan. À la fin de la révolution américaine, elle retrouve son nom d'origine.
De 1793 à 1923, Enfield accueille une communauté de shakers. Les bâtiments sont en partie rachetés par les missionnaires de Notre-Dame de la Salette, une autre partie est aujourd'hui un musée.

## Démographie
Selon l'American Community Survey de 2018, Enfield a une population presque exclusivement blanche (à plus de 99 %). La ville a un revenu médian par foyer de 79 327 dollars, supérieur à celui du New Hampshire (74 057 dollars) et des États-Unis (60 293 dollars), et un taux de pauvreté relativement faible (4,2 % contre respectivement 7,6 % et 11,8 %),.